# 5 Track Tour Single
5 Track Tour Single – kompilacyjny minialbum zespołu Mogwai, wydany przez niego własnym nakładem 1 listopada 2001 roku i sprzedawany tylko podczas jego listopadowej trasy koncertowej po Wielkiej Brytanii.

## Lista utworów
| 1. | Close Encounters            |  |
|    |                             |  |
| 2. | Drum Machine                |  |
|    |                             |  |
| 3. | D To E                      |  |
|    |                             |  |
| 4. | You Don't Know Jesus (Live) |  |
|    |                             |  |
| 5. | Helicon 1 (Live)            |  |
|    |                             |  |
Utwór „Close Encounters” był wcześniej dostępny na japońskiej edycji albumu Rock Action oraz brytyjskich edycjach Southpaw Recordings i PIAS Recordings.
Utwory „Drum Machine” i „D To E” znalazły się wcześniej na EP-ce Mogwai / Bardo Pond, wydanej jako split z zespołem Bardo Pont i rozprowadzanej podczas wspólnej trasy koncertowej po Stanach Zjednoczonych.
Utwory „You Don't Know Jesus” i „Helicon 1” ukazały się wcześniej na australijsko-nowozelandzkiej wersji singla My Father My King jako utwory bonusowe. Zostały zarejestrowane podczas koncertu zespołu 14 kwietnia 2001 roku w Rothesay Pavilion w Rothesay na wyspie Bute. Koncert miał charakter specjalny i był zorganizowany dla fanów z okazji premiery nowego albumu zespołu, Rock Action.